# رنگ‌ها و نشان‌های باشگاه فوتبال استقلال تهران

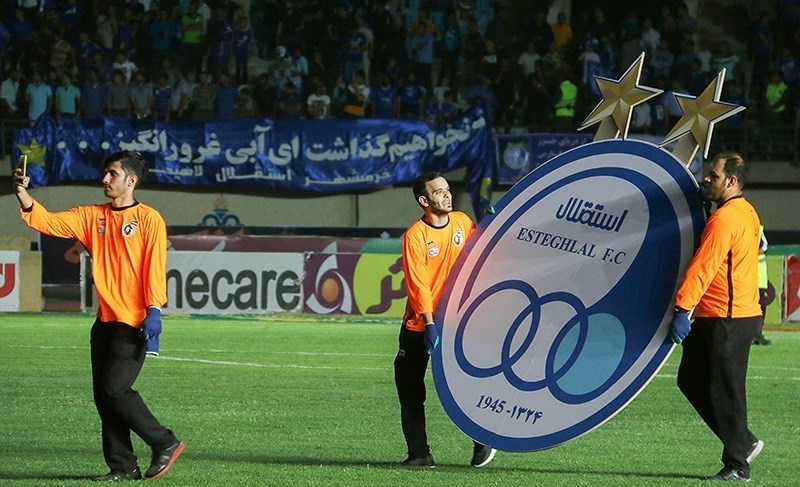
نشان‌واره کنونی باشگاه استقلال

رنگ‌ها و نشان‌های باشگاه فوتبال استقلال تهران نقش اساسی‌ای در شکل‌گیری هویت اجتماعی و تاریخی این باشگاه فوتبال خارج از محیط ورزشی داشته‌اند. باشگاه فوتبال استقلال با نام نخستین کلوپ دوچرخه‌سواران در ۴ مهر ۱۳۲۴ در دفتری در خیابان فردوسی شهر تهران تشکیل شد در ۱ اسفند ۱۳۲۸ با رای‌گیری اعضای هیئت مدیره نامش را به تاج و در بهار ۱۳۵۸ به عنوان یکی از پیامدهای انقلاب ۱۳۵۷ ایران نامش را به استقلال تغییر داد. استقلال از همان ابتدا رنگ آبی را به عنوان رنگ نخست و رنگ سفید را به عنوان رنگ دوم خویش برگزید.

## لباس
لباس نخستین باشگاه دوچرخه‌سواران آبی و لباس دوم سفید بود. استقلال در چند بازی خاص رنگ‌های دیگری همچون زرد و مشکی و نقره‌ای نیز به تن کرده‌است اما رنگ اصلی لباس باشگاه همواره آبی بوده و رنگ اصلی تغییری نیافته. تنها تغییر لباس آبی رنگ استقلال در کم‌رنگ و پررنگ بودن آن بوده‌است. طرح لباس استقلال در سال‌های نخست ساده بود اما کم‌کم و با گذر زمان لباس استقلال طرح‌های مختلفی گرفت و حتی در بعضی فصل‌ها در یک فصل چندین لباس مختلف به تن این تیم رفته‌است.

### لباس نخست

لباس آبی یقه هفت با آستین‌های سفید، طرح سنتی لباس استقلال

رنگ آبی تیره نخستین رنگ ثبت شده برای استقلال است و این تیم از زمان تشکیلش در اواسط دهه ۱۳۲۰ خورشیدی با این رنگ به میدان رفت و هنوز هم همین رنگ، رنگ اصلی استقلال است و رنگ آبی بخشی از هویت استقلال است. در دهه ۱۳۳۰ نخستین تغییرات در طرح لباس تاج پدیدار شد و آستین‌های لباس تاج سفید رنگ شدند و تاج که تا آن زمان معمولاً لباس یقه گرد به تن می‌کرد با لباس یقه هفت به میدان رفت. این طرح، لباس یقه آبی هفت و آستین سفید رنگ، بعدها به طرح اصلی استقلال تبدیل شد و حتی تا میانه‌های دهه ۱۳۷۰ خورشیدی استقلال به تناوب لباس آبی با آستین سفید به تن می‌کرد. در فصل ۱۳۳۸ تیم تاج با پیراهن آبی و یک نوار مورب سفید رنگ به میدان رفت، این طرح بعدها و در فصل ۱۳۶۰ نیز تکرار شد. از میانه‌های دهه ۱۳۶۰ تغییرات طرح لباس استقلال بیشتر شدند خطوط و طرح‌هایی همچون شطرنجی و حتی راه راه آبی و مشکی نیز مورد استفاده باشگاه قرار گرفتند. این تغییرات از ابتدای دهه ۱۳۷۰ بسیار شتابان‌تر شدند و استقلال حتی در طی یک فصل با لباس‌های متفاوتی به میدان می‌رفت.
رنگ لباس استقلال معمولاً آبی تیره بود اما در بعضی فصل‌ها همچون ۱۳۴۹ و ۱۳۶۱ باشگاه با رنگ‌های به ترتیب آبی فیروزه‌ای و آبی روشن به میدان رفت و در فصل ۱۳۴۹ که تاج قهرمان آسیا شد این تیم در بازی‌های جام باشگاه‌های آسیا با لباس آبی فیروزه‌ای رنگ به میدان رفت.
| ۱۳۲۴-۲۵ | ۱۳۲۶-۳۰ | ۱۳۴۹ | ۱۳۵۰ | ۱۳۵۱-۵۵ | ۱۳۵۶-۵۸ | ۱۳۶۰-۶۱ | ۱۳۶۴ | ۱۳۶۶ | ۱۳۶۷ |

| ۱۳۶۹ | ۱۳۷۴ | ۱۳۷۴ | ۱۳۸۴-۸۵ | ۱۳۸۷-۸۸ | ۱۳۸۹-۹۰ | ۱۳۹۱-۹۲ | ۱۳۹۲-۹۳ | ۱۳۹۲-۹۳ | ۱۳۹۳-۹۴ |

| ۱۳۹۴-۹۵ | ۱۳۹۵-۹۶ | ۱۳۹۶-۹۷ |

### لباس دوم
لباس دوم استقلال همواره سفید رنگ بوده و معمولاً رنگ سفید و آبی آن قرینه رنگ اصلی آبی و سفید انتخاب می‌شد.

### لباس سوم

تاج با لباس زرد رنگ در فروردین ۱۳۵۲

استقلال هیچ‌گاه بعد از رنگ‌های آبی و سفید به عنوان رنگ‌های اول و دومش رنگ دیگری را به عنوان رنگ سوم برنگزیده بود اما تیم تاج در بهار ۱۳۵۲ و در مسابقات جام علم که در خوزستان و میان ۴ تیم تاج تهران، تاج اهواز، تاج مسجد سلیمان و تاج آبادان برگزار می‌شد به لباس زرد رنگ به عنوان پیراهن دوم به میدان رفت. استفاده از این رنگ بعدها دیگر در تاریخ باشگاه تکرار نشد. در فصل ۹۲–۱۳۹۱ و در مسابقات لیگ قهرمانان آسیا ۲۰۱۳ تیم استقلال در دیداری خارج از خانه در عربستان سعودی در مقابل تیم آبی‌پوش الهلال با لباس نقره‌ای رنگ به میدان رفت تا برای نخستین بار از پیراهن سوم در طی یک فصل استفاده کرده باشد. این امر در حالی رقم خورد که استقلال در همان فصل و در بازی خارج از خانه با پیراهن دوم معمول‌اش، سفید رنگ، به میدان رفته بود. در فصل ۹۷–۱۳۹۶ نیز استقلال یک لباس بنفش رنگ را به عنوان لباس سوم خود معرفی کرد و قصد استفاده از آن در دیدار شهرآورد تهران را داشت که با اعتراض هواداران استقلال به این امر از این کار منصرف شد و آن لباس هیچ‌گاه در هیچ بازی‌ای بر تن استقلال ننشست.
| ۱۳۵۲ | ۱۳۹۱-۹۲ | ۱۳۹۶-۹۷ |

### لباس دروازه‌بان‌ها
لباس دروازه‌بان‌های استقلال هیچگاه رنگ ثابت و مشخصی نداشته اما دو رنگ زرد و سبز بسیار بیشتر مورد استفاده دروازه‌بان‌های استقلال بوده‌است. از لباس‌های خاص دورازه بانی استقلال می‌توان به لباس دروازه‌بان تیم ملی کره‌جنوی اشاره کرد که توسط ناصر حجازی در دهه ۱۳۶۰ مورد استفاده قرار می‌گرفت. مهدی رحمتی دروازه‌بان سابق استقلال در فصل ۹۱–۱۳۹۰ و در دیدار فینال جام حذفی برابر شاهین بوشهر با همین پیراهن به میدان رفت.

### لباس‌های ویژه

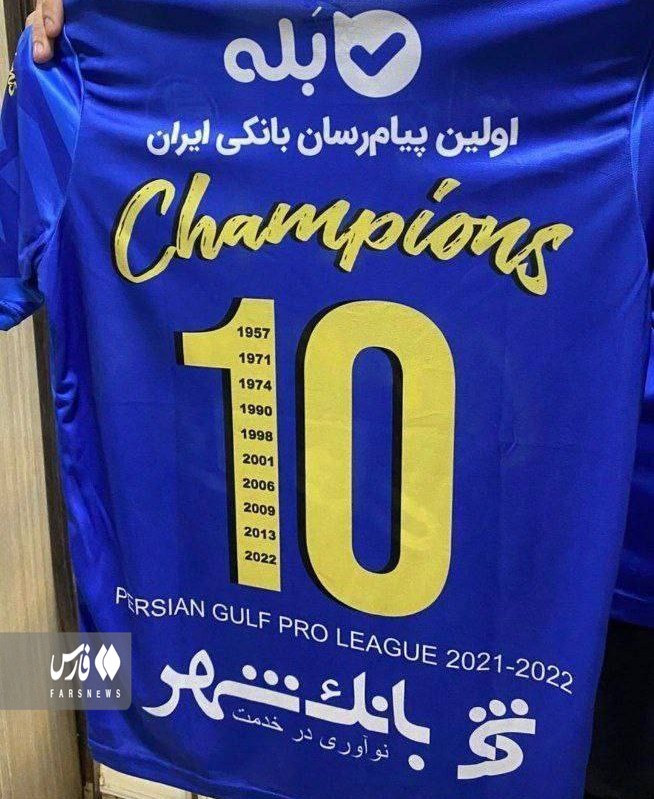
کیت قهرمانی استقلال در لیگ برتر

استقلال در بسیاری از بازی‌های همچون شهرآوردها یا فینال‌های جام باشگاه‌های آسیا و جام حذفی لباس‌هایی را بر تن کرد که تنها مخصوص همان دیدارهای خاص بوده‌اند و هیچ‌گاه نه قبل از آن و نه پس از آن از آن لباس‌ها استفاده نکرده. این لباس‌ها گاه نقوشی بسیار متفاوت از طرح اصلی داشته‌اند، همچون لباس راه‌راه آبی و مشکی که در فصل ۹۱–۱۳۹۰ و در دیدار رفت شهرآورد تهران بر تن تیم نشست.
استقلال در دو مورد و به مناسبت درگذشت بازیکنان سابقش به لباس مشکی رنگ به میدان رفت. نخستین بار به مناسبت درگذشت ناصر حجازی در دیدار نیمه‌نهایی جام حذفی ۹۰–۱۳۸۹ در برابر ملوان بندرانزلی و دومین مرتبه به مناسبت درگذشت غلامحسین مظلومی در دیدار شهرآورد تهران در لیگ برتر ۹۴–۱۳۹۳.
| ج. باشگاه‌های ۹۱-۱۹۹۰ | شهرآورد رفت فصل ۹۱-۱۳۹۰ | شهرآورد رفت فصل ۹۴-۱۳۹۳ |

## نشان‌ها
کلوپ دوچرخه‌سواران از ابتدای فعالیتش با نشان‌واره مخصوص خود به میدان می‌رفت و این نشان‌واره در طی تاریخ این باشگاه همگون با تغییرات باشگاه دچار تغییرات گاه جزئی و گاه کلی شده‌است.

### نشان‌واره‌ها
نخستین نشان‌واره باشگاه با توجه به نام و ریشه نخستینش یک دوچرخه سوار بود. این نشان‌واره با تغییر نام باشگاه در سال ۱۳۲۸ تغییر کرد و تاج پهلوی و دو حلقه در هم تنیده در دو طرفش جایگزین آن شدند.

نشان‌واره دوچرخه‌سواران از سال ۱۳۲۴ تا ۱۳۲۸
نشان‌واره تاج از سال ۱۳۲۸ تا ۱۳۵۸

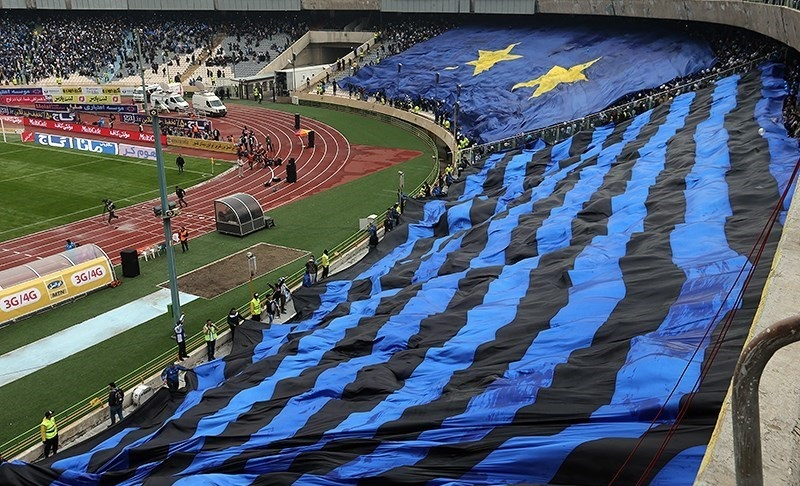
بنر هواداران استقلال در ورزشگاه آزادی با دو ستاره طلایی بر روی زمینه آبی به نشانه دو قهرمانی استقلال در آسیا

بعد از انقلاب ۱۳۵۷ ایران نشان‌واره باشگاه باز هم دستخوش تغییر و تحول شد و در سال‌های متلاطم پس از انقلاب نشان‌واره باشگاه دچار تغییر و تحولات شتابانی شد. استقلال در تابستان ۱۳۵۸ در مسابقات جام شهید اسپندی با نشان‌واره نوینی به میدان رفت. این نشان‌واره عمر چندانی نداشت و بعدتر در فصل ۱۳۶۰ نشان‌واره استقلال عوض شد و در فصل ۱۳۶۲ استقلال با نشان‌واره دیگری به میدان رفت که این نشان‌واره تا ۱۳۷۰ ثابت ماند. از سال ۱۳۷۰ استقلال نشان‌واره‌اش را عوض کرد و این‌بار تا فصل ۸۰–۱۳۷۹ این نشان‌واره ثابت ماند و تنها در این فصل استقلال از نشان‌واره نوینی استفاده کرد. از فصل بعد، ۸۱–۱۳۸۰ استقلال دوباره به استفاده از نشان‌واره پیشین روی آورد و این نشان‌واره تا به امروز، مگر در موارد جزئی ثابت مانده‌است.
استقلال از ابتدای فصل ۸۷–۱۳۸۶ دو ستاره طلایی به نشان دو قهرمانی در آسیا را به نشان‌واره‌اش افزود. این امر از همان ابتدای کار محل بحث‌های فراوانی میان هواداران استقلال و تیم‌های دیگر شد. در حال حاضر نشان‌واره استقلال با همین دو ستاره طلایی به ثبت رسیده‌است و سازمان لیگ ایران، کنفدراسیون فوتبال آسیا و فیفا هر سه از نشان‌واره استقلال به همراه دو ستاره طلایی‌اش استفاده می‌کنند و کم‌کم با گذر زمان این دو ستاره به بخشی از هویت این باشگاه تبدیل شدند به گونه‌ای که هواداران استقلال در زمان بازی‌های استقلال بنرهایی را به ورزشگاه می‌آورند که تنها دو ستاره طلایی رنگ با زمینه آبی است و بازیکنان و مدیران این باشگاه سومین قهرمانی این تیم در آسیا را مترداف با کسب ستاره سوم می‌دانند.

نشان‌واره استقلال از سال ۱۳۶۲ تا ۱۳۷۰
نشان‌واره استقلال از ۱۳۷۰ تا ۱۳۷۹ و از ۱۳۸۰ تا ۱۳۸۶
نشان‌واره استقلال در فصل ‎۱۳۷۹-۸۰
نشان‌واره رسمی استقلال از ۱۳۸۶ بدین سو
نشان‌واره غیر رسمی استقلال از ۱۳۸۶ بدین سو
نشان‌واره غیر رسمی استقلال از ۱۳۸۶ بدین سو
نشان‌واره استقلال استفاده شده از آلبوم ملودی قهرمان آسیا از مهدی کبریا

## لقب‌ها
آبی‌پوشان و آبی‌پوشان پایتخت نخستین لقب‌های این باشگاه هستند. استقلال که تا پیش از انقلاب ۱۳۵۷ ایران تاج نام داشت هنوز هم با این نام توسط هوادارانش یاد می‌شود. پسران آبی، اس‌اس، غول اسیا و تاج کبیر از دیگر القابی هستند که توسط رسانه‌ها و هواداران برای اشاره به استقلال استفاده شده‌اند.